# George Blair
Pour les articles homonymes, voir Blair.
George Blair est un réalisateur et producteur de cinéma américain né le 6 décembre 1905 aux États-Unis et décédé le 19 avril 1970 à Los Angeles (États-Unis).

## Filmographie

### comme réalisateur
- 1944 : Silent Partner (+ producteur)
- 1944 : Secrets of Scotland Yard (en) (+ producteur)
- 1944 : End of the Road (en) (+ producteur)
- 1944 : Thoroughbreds (en)
- 1945 : A Sporting Chance (en)
- 1945 : Gangs of the Waterfront (en) (+ producteur)
- 1945 : Scotland Yard Investigator (en) (+ producteur)
- 1946 : Gay Blades (en) (+ producteur)
- 1946 : G.I. War Brides (en)
- 1946 : Affairs of Geraldine
- 1947 : The Ghost Goes Wild (en)
- 1947 : That's My Gal
- 1947 : The Trespasser
- 1947 : Exposed (en)
- 1948 : Madonna of the Desert (en)
- 1948 : Lightnin' in the Forest (en)
- 1948 : King of the Gamblers (en)
- 1948 : Daredevils of the Clouds
- 1948 : Homicide for Three (en)
- 1949 : Rose of the Yukon (en)
- 1949 : Daughter of the Jungle (en)
- 1949 : Duke of Chicago (en)
- 1949 : Streets of San Francisco
- 1949 : Flaming Fury (en)
- 1949 : Post Office Investigator (en)
- 1949 : Alias the Champ (en)
- 1950 : Racket Squad (en) (série TV)
- 1950 : Unmasked
- 1950 : Federal Agent at Large (en)
- 1950 : Women from Headquarters
- 1950 : Destination Big House (en)
- 1950 : Lonely Heart Bandits (en)
- 1950 : Under Mexicali Stars
- 1950 : The Missourians
- 1951 : Silver City Bonanza (en)
- 1951 : Insurance Investigator (en)
- 1951 : Thunder in God's Country
- 1951 : Secrets of Monte Carlo (en)
- 1951 : Mark Saber (série TV)
- 1952 : Desert Pursuit (en)
- 1952 : Woman in the Dark (en)
- 1953 : Perils of the Jungle (en)
- 1954 : Superman in Exile
- 1954 : Superman Flies Again
- 1954 : Superman and the Jungle Devil
- 1954 : Superman's Peril
- 1954 : Superman in Scotland Yard
- 1955 : Highway Patrol (en) (série TV)
- 1955 : The Twinkle in God's Eye
- 1956 : Jaguar
- 1956 : Combat Sergeant (en) (série TV)
- 1956 : Fighting Trouble (en)
- 1957 : Spook Chasers (en)
- 1957 : Sabu and the Magic Ring (en)
- 1960 : Magie noire (The Hypnotic Eye)
- 1960 : Au nom de la loi (Wanted: Dead or Alive) (série TV)
- 1961 : The Adventures of Superboy (TV)
- 1973 : Superman